# Lycodon aulicus
Lycodon aulicus là một loài rắn trong họ Rắn nước. Loài này được Linnaeus mô tả khoa học đầu tiên năm 1758.

## Hình ảnh

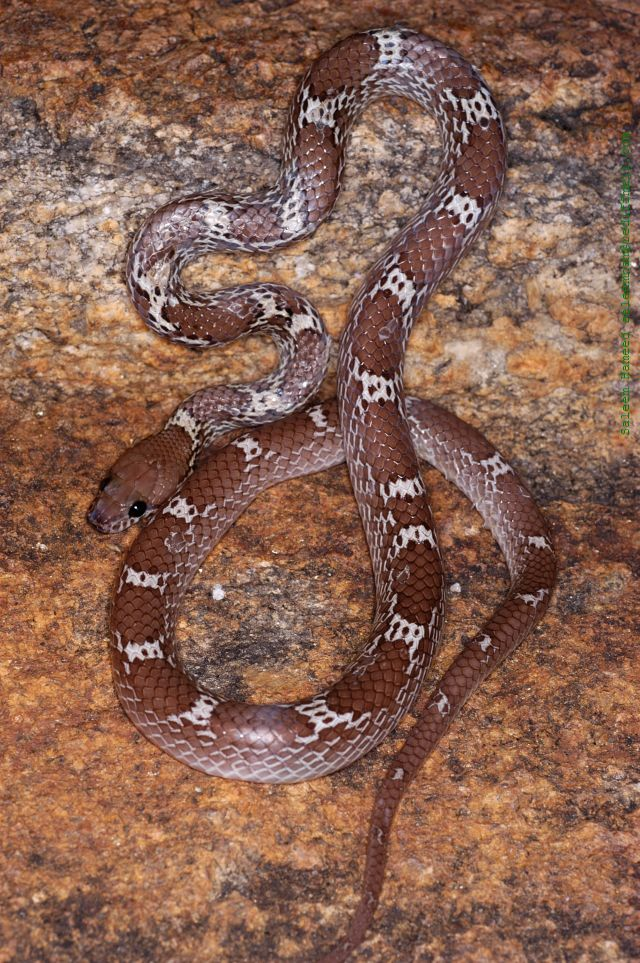
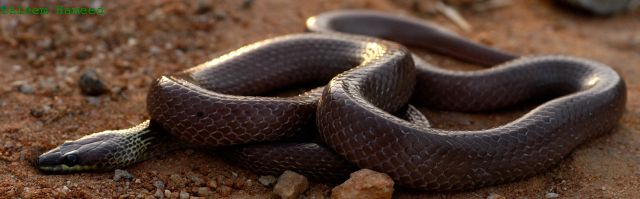
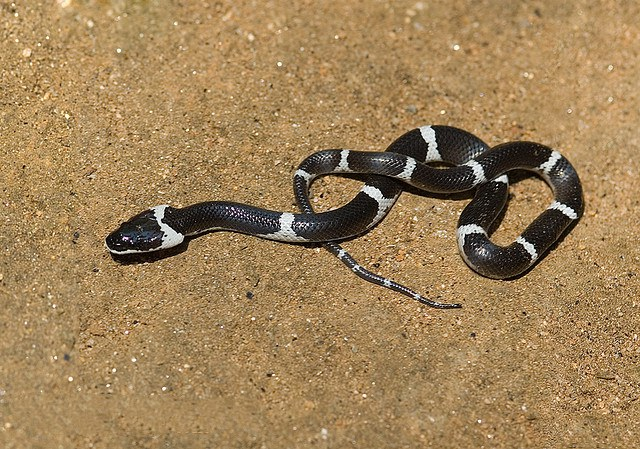
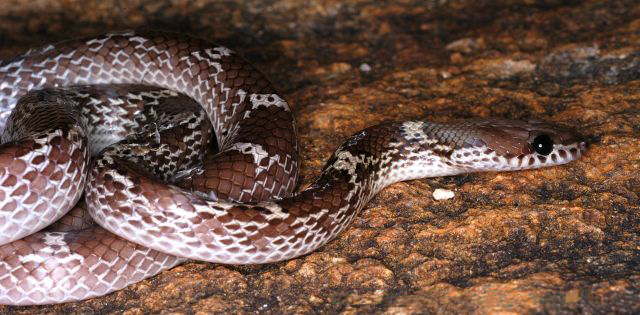

- Tập tin:Lycodon aulicus (Common Wolf Snake).jpg